# Качанівка (Охтирський район)
Кача́нівка —  село в Україні, в Охтирському районі Сумської області. Населення становить 246 осіб. Входить до складу Комишанської сільської громади.

## Географія
Село Качанівка знаходиться на відстані 5 км від річки Грунь. На відстані 1 км розташовані села Жовтневе, Неплатине і Молодецьке. Через село проходить автомобільна дорога Т 1705.

## Історія
12 грудня 1957 біля села Качанівка вдарив перший нафтовий фонтан. З цього часу почалася експлуатація Качанівського нафтового родовища.
З 6 липня 2017 року входить до складу Комишанської сільської громади.
12 червня 2020 року, відповідно до розпорядження Кабінету Міністрів України № 723-р «Про визначення адміністративних центрів та затвердження територій територіальних громад Сумської області», село увійшло до складу Комишанської сільської громади.
19 липня 2020 року, в результаті адміністративно-територіальної реформи та ліквідації Охтирського району(1923-2020), село увійшло до складу новоутвореного Охтирського району.
16 грудня 2022 року був випадок, коли в сільському колодязі потекла нафта замість питної води.

## Культура
Традиція приготування сушки з фруктів у селах Охтирщини є об'єктом нематеріальної культурної спадщини України.

## Екологія
За 2 км розташований Качанівський газопереробний завод.

## Відомі особистості
- Мотренко Микола Степанович — радянський та український журналіст та публіцист, депутат районної ради, член Національної спілки журналістів України.